# Service Access Point
Un Service Access Point è il punto di accesso ad un servizio che un livello OSI offre al suo livello superiore, in un'architettura in cui ciascun livello offre una serie di servizi a quello gerarchicamente superiore ed usufruisce dei servizi offerti da quello sottostante.

## Modello TCP/IP
Nell'architettura TCP/IP qualsiasi protocollo di livello applicativo può accedere al servizio di trasporto offerto dal protocollo TCP attraverso un socket che rappresenta il punto di accesso al servizio di trasporto del protocollo TCP.

## Modello a Strati
In un modello a strati per l'interconnessione di sistemi di comunicazione per il networking la comunicazione avviene per livelli. Ogni livello comunica con il livello adiacente attraverso il SAP (Service Access Point), in particolare il livello N fornisce servizi al livello superiore (N + 1) usando i servizi del livello inferiore (N - 1) e le proprie funzioni.